# Климат Индии

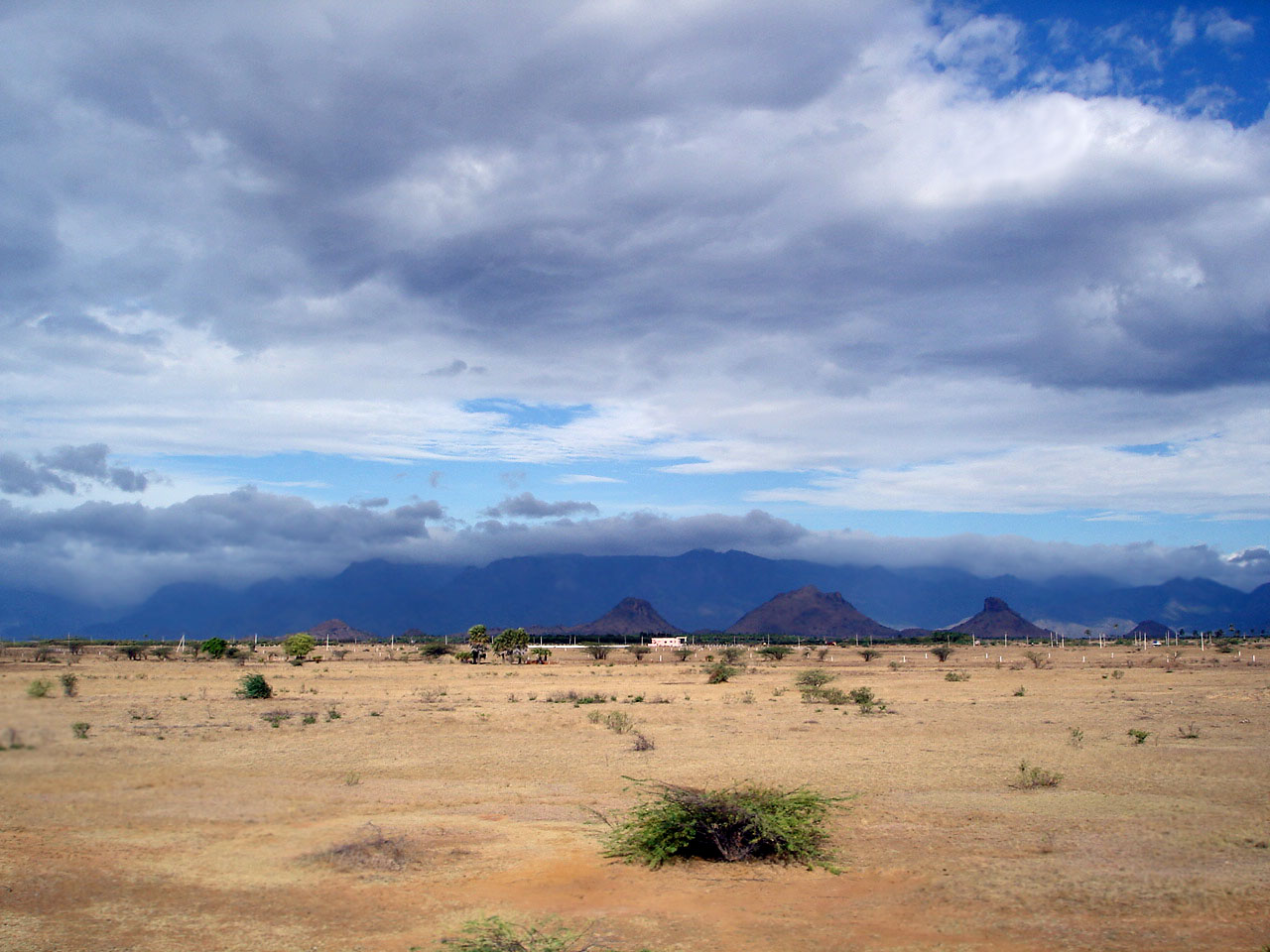
Полуаридный климат вблизи Тирунелвели, штат Тамилнад — пример дождевой тени. Муссонные облака проливают осадки на наветренной стороне Западных Гхат, в Керале, оставляя внутренние районы к востоку от гор засушливыми.

Климат Индии является ярким примером тропического муссонного климата. В связи с деятельностью муссона и изменениями температур на большей части страны можно выделить три основных сезона: зимний (октябрь — февраль), летний (март — июнь) и сезон дождей (июнь — сентябрь), продолжительность которых зависит от конкретного региона и может изменяться из года в год. Иногда выделяют также четвёртый сезон — постмуссон, который продолжается с октября по декабрь и является отступлением муссона. Важными климатообразующими факторами являются обширные горные системы на севере Индии и территории соседних государств, а также пустыня Тар на северо-западе страны.
Климат каждого конкретного региона зависит также от многих локальных факторов, таких как особенности местного рельефа, высота над уровнем моря, близость к океану и крупным водоёмам и других.

## Климатические зоны

Климатические зоны Индии по Классификации климатов Кёппена

Среднегодовые температуры Индии

В Индии есть разнообразные климатические регионы: от субэкваториального и тропического климата на юге, до умеренного и альпийского — на горном севере. Важнейшими климатообразующими факторами для всей территории Индии являются Гималаи и пустыня Тар. Гималаи, наряду с горной системой Гиндукуш, расположенной на территории соседнего Пакистана, предотвращают проникновение на субконтинент холодных воздушных масс из Средней Азии и способствуют поддержанию здесь более тёплого климата, чем в соседних регионах на тех же широтах. Пустыня Тар привлекает влажные юго-западные муссонные воздушные массы, которые обеспечивают большую часть осадков Индии с июня по октябрь. Индия имеет 7 крупных климатических зон, которые выделяются на основании температуры и количества осадков.

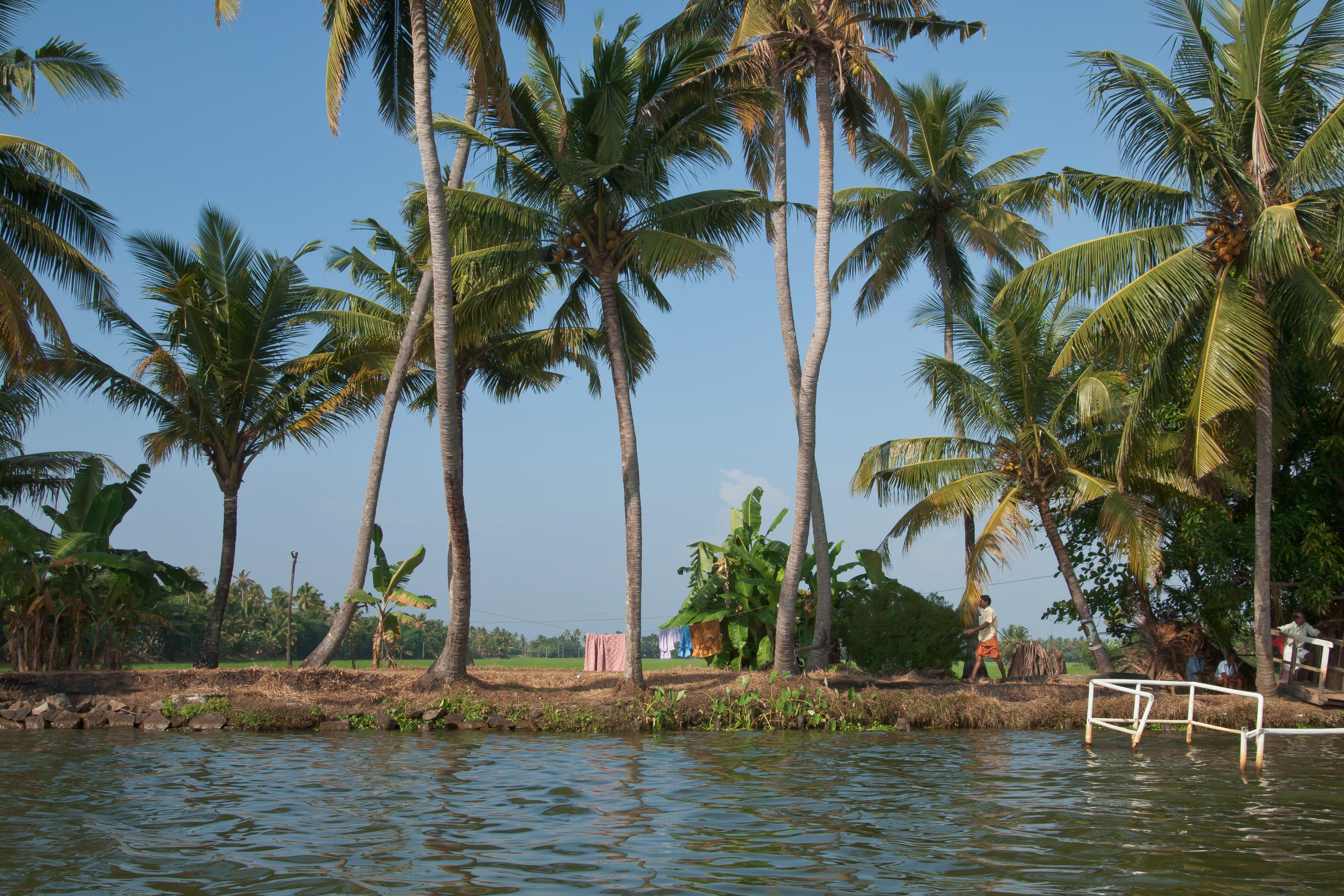
Малабарский берег характеризуется тропическим муссонным климатом

### Тропический влажный климат
Тропический влажный климат характерен для районов с постоянно высокой температурой, которая обычно не опускаются ниже 18°С. На территории Индии есть два подтипа этого климата. Наиболее влажный из них — тропический муссонный климат, который распространён в юго-западной части страны — на Малабарском берегу, а также на Андаманских, Никобарских и Лаккадивских островах. Эти территории характеризуются умеренными или высокими температурами на протяжении всего года и высоким уровнем осадков — более 2000 мм в год. Большая часть осадков выпадает в период с мая по ноябрь, однако их достаточно, чтобы поддерживать пышную растительность вплоть до следующего сезона дождей. Период с декабря по март отличается малым количеством осадков.
Второй подтип влажного тропического климата — климат саванн. Он заметно более сухой и гораздо больше распространен по сравнению с муссонным климатом. Климат саванн преобладает в большинстве внутренних районов полуострова Индостан, за исключением районов с семиаридным климатом, находящихся в дождевой тени, к востоку от Западных Гхат. Зима и начало лета здесь — довольно продолжительные и засушливые периоды со средними температурами более 18°С. Лето — крайне жаркое, в равнинных районах температуры могут достигать 50°С. Особенно жестокая жара нередко становится причиной смерти сотен индийцев. Сезон дождей продолжается с июня по сентябрь, годовой уровень осадков составляет, в зависимости от конкретного района, от 750 до 1500 мм. В сентябре начинается северо-восточный муссон, однако его влияние ограничивается, главным образом, территорией штата Тамилнад. В среднем по штату выпадает около 945 мм осадков, из них 48 % приходится на северо-восточный муссон, а 32 % — на юго-западный. Так как осадки этого региона полностью зависят от муссонов, любые нарушения их режима могут привести к нехватке воды и серьёзным засухам. Данная климатическая зона простирается вдоль всего восточного побережья полуострова, вплоть до западной части дельты Ганга. Район дельты получает от 1500—2000 мм осадков в её западной части до 2000—3000 мм на востоке. Самый холодный месяц здесь — январь, самые тёплые месяцы — апрель и май. Средние температуры января составляют от 14 до 25°, тогда как в апреле они варьируются от 25 до 35°С. Наибольшее количество осадков в западной части дельты выпадает в июле (в среднем более 330 мм).

### Тропический сухой климат
Тропический аридный и семиаридный климат характерен для районов, где потеря влаги за счёт испарения превышает количество атмосферных осадков. Районы с таким климатом можно поделить на 3 основных зоны. Первая из них — семиаридный саванный климат, который распространён к югу от тропика Рака и к востоку от Западных Гхат. Этот регион включает внутренние районы Тамилнада, запад штата Андхра-Прадеш, восток Карнатаки и центральную часть Махараштры. Все эти районы получают, в среднем, от 400 до 750 мм осадков в год, осадки здесь менее стабильны, часто случаются запоздания муссонов и вызванные этим засухи. К северу от реки Кришна большая часть осадков выпадает в ходе летнего муссона, к югу от реки значительны также осадки, выпадающие в постмуссонный сезон, с октября по ноябрь. В декабре наблюдаются самые низкие температуры, около 20—24°С. Период с марта по май — очень жаркий и сухой, среднемесячные температуры могут достигать 32°С. Ввиду нестабильности выпадения осадков и отсутствия ирригационных сооружений, район слабо пригоден для постоянного ведения сельского хозяйства.

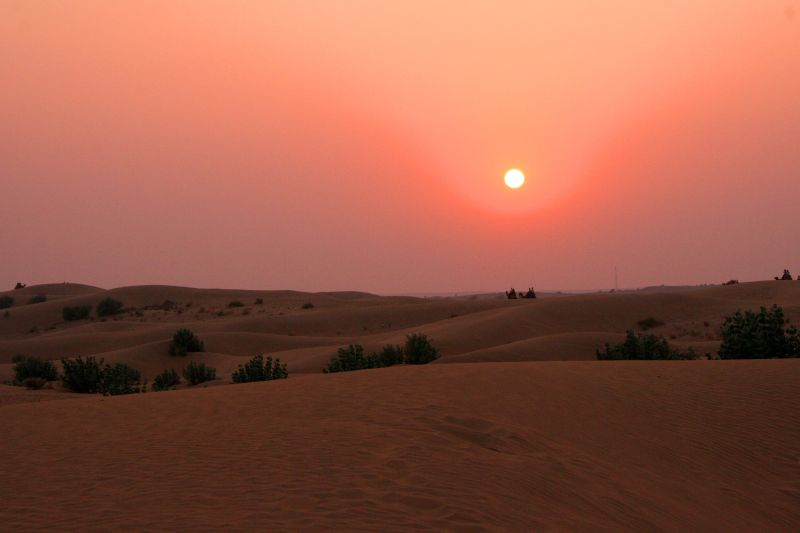
Пустыня Тар

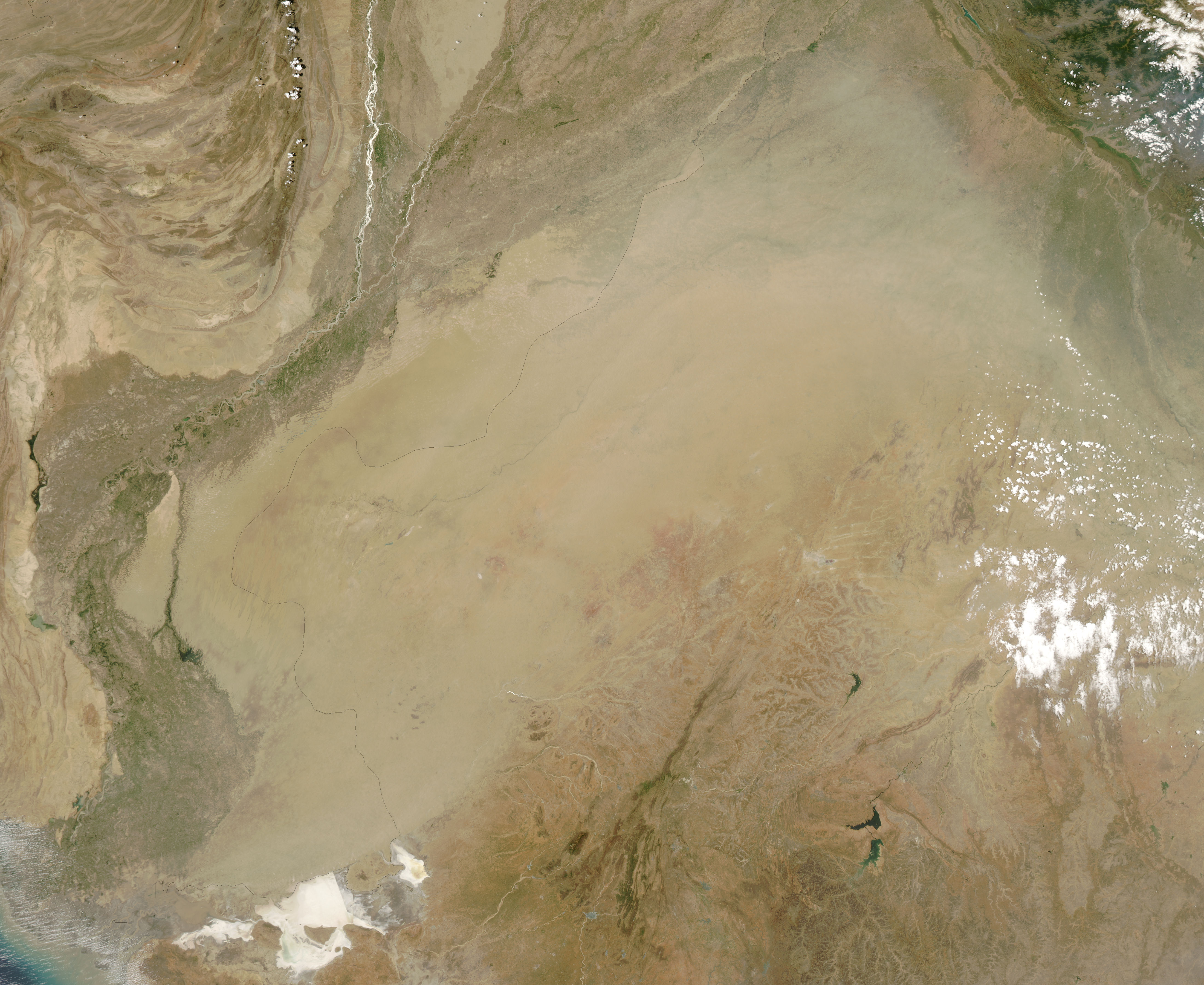
Пыльная буря над Раджастханом

Вторая климатическая зона занимает западную часть штата Раджастхан и характеризуется аридным климатом. Большая часть территории получает менее 300 мм осадков в год. Такие осадки крайне нестабильны, выпадают в виде редких ливней. Иногда случается, что в некоторых районах нет осадков на протяжении почти двух лет. Май и июнь — наиболее жаркие месяцы, со средними температурами около 35°С. При этом случается, что дневные максимумы превышают отметку 50°С. Зимой температуры в отдельных районах могут упасть ниже 0°С, что объясняется волнами холодного воздуха из Средней Азии, иногда достигающими этих мест. Довольно значительны суточные колебания температуры, составляющие, в среднем, около 14°С летом и немногим больше — зимой. Южнее, на западе штата Гуджарат, зима гораздо более мягкая, со средними дневными температурами около 29°С и средними ночными — около 12°С. Лето здесь — жаркое и сухое с дневными температурами около 41°С и ночными — не ниже 29°С. Незадолго до муссонов — особенно жарко, что усугубляется очень высокой влажностью, делая климат некомфортным. Некоторое облегчение приходит с периодом муссонов, однако температуры опускаются лишь незначительно — около 35°С днём и около 27°С ночью.
Третья климатическая зона характеризуется как тропический и субтропический саванный климат и включает в себя районы к востоку от пустыни Тар: восточная часть штатов Раджастхан и Гуджарат, вся территория Харьяны, юг Пенджаба и прилегающие районы других штатов. Климат Харьяны в целом сходен с другими равнинными районами на севере Индии и характеризуется жарким летом с температурами вплоть до 50°С и довольно холодной зимой — вплоть до 1°С. Май и июнь — самые жаркие месяцы, декабрь и январь — самые холодные. Количество осадков варьируется от региона к региону, что объясняется особенностями рельефа. Наибольшее их количество получают земли вблизи хребта Сивалик, а наименьшее — в районе холмов Авали. Около 80 % всех осадков выпадает во время сезона муссонов, с июня по сентябрь, что нередко становится причинами наводнений. Климат Пенджаба также имеет значительные годовые амплитуды температур, которые могут достигать 47°С летом и до −4°С зимой. К востоку, в переходной зоне от тропического засушливого к влажному субтропическому климату наблюдается уменьшение годовых колебаний температур. Среднее годовое количество осадков составляет здесь от 300 до 650 мм, однако довольно нестабильно, как и в других районах Северной Индии. Большая часть этих осадков также приходится на юго-западный муссон.

### Субтропический муссонный климат
Большинство равнинных районов Северной Индии характеризуются влажным субтропическим климатом с жарким летом и довольно холодной зимой, когда температуры могут опускаться до 0°С. Зимой здесь практически отсутствуют осадки, что объясняется мощным антициклоном и снисходящими воздушными потоками, приходящими из Центральной Азии. Большая часть летних осадков связана с юго-западным муссоном, некоторый вклад вносят также случайные тропические циклоны. Годовое количество осадков составляет от примерно 1000 мм на западе до более чем 2500 мм на северо-востоке. Ввиду того, что данный регион находится сравнительно далеко от океана и климат здесь в значительной степени континентален, большинство районов характеризуется особенно большими годовыми амплитудами температур.

### Области высотной поясности

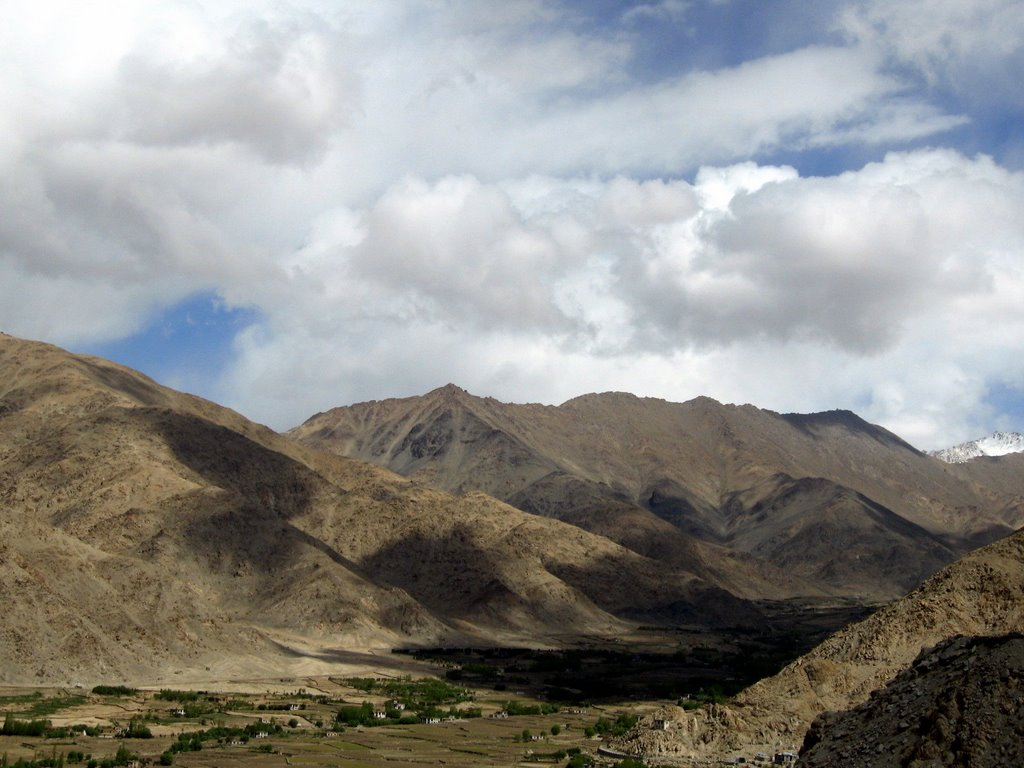
Ладакх летом

Крайний север Индии характеризуется как области высокой поясности и включает в себя территорию Ладакха, Сикким, большую часть штата Аруначал-Прадеш, а также север штатов Химачал-Прадеш и Уттаранчал. Данный регион имеет резкое понижение температуры главным образом с высотой. Характеризуется значительными суточными амплитудами температур. В Гималаях большая часть осадков выпадает в зимние месяцы и весной.
Районы к югу от Гималаев в значительной степени защищены от влияния холодных зимних воздушных масс, поступающих из внутренних районов Азии. Южные склоны подвергаются влиянию муссонов, тогда как подветренная (северная) сторона гор обычно получает значительно меньше осадков. Наибольшее количество осадков получают районы на высоте от 1070 до 2090 м над уровнем моря, выше отметки 2090 м их количество резко уменьшается. Склоны выше 5000 м над уровнем моря никогда не получают осадки в виде дождя.

## Сезоны

Схема действия муссонов

Средний годовой уровень осадков

Департамент метеорологии Индии выделяет 4 отдельных сезона:
- Зима: с декабря по начало апреля. Самые холодные месяцы в году — декабрь и январь, когда средние температуры составляют около 10—15°С на северо-западе страны и повышаются по направлению к экватору, достигая 20—25°С на юго-востоке материковой Индии.
- Лето: с апреля по июнь (с апреля по июль на северо-западе Индии). В южных и западных районах страны самый жаркий месяц — апрель, на севере — май. В большей части внутренних районов страны температуры достигают 32—40°С.
- Муссон или сезон дождей: с июня по сентябрь. Сопровождается влажными юго-западными воздушными массами.
- Постмуссон: с октября по декабрь.

В районе Гималаев, кроме того, выделяют 2 дополнительных сезона: весну и осень. В традиционном индийском календаре также выделяют 6 сезонов, каждый из которых длится около двух месяцев (в скобках указаны названия сезонов на санскрите): весна (санскр. वसन्तः, IAST: vasantáḥ), лето (санскр. ग्रीष्मः, IAST: grīṣmáḥ), сезон дождей (санскр. वर्षा, IAST: varṣā), осень (санскр. शरत्, IAST: śarat), зима (санскр. हेमन्तः, IAST: hemantáḥ) и ранняя весна (санскр. शिशिरः, IAST: śíśiraḥ).

### Зима
Когда муссон отступает, вся территория Индии испытывает постепенное понижение температур. Декабрь и январь — самые холодные месяцы, когда температура достигает 10—15°С в индийских Гималаях, однако не опускается ниже 20—25° на юго-востоке страны.
В горных районах, таких как штат Химачал-Прадеш, происходит постепенное изменение климатических условий с высотой. Так, климат меняется от тёплого и субгумидного тропического (450—900 м) через тёплый умеренный (900—1800 м), холодный умеренный (1900—2400) к холодному ледниковому и альпийскому (2400—4800 м). Начиная с октября ночи и утро отличаются довольно низкими температурами. Снежный покров на высоте около 3000 м составляет примерно 3 м и лежит с декабря по март. Районы выше 4500 м находятся в зоне вечных снегов. Весна в Химачал-Прадеш начинается с середины февраля и оканчивается серединой апреля, этот период отличается довольно комфортным климатом. Химачал-Прадеш, Джамму и Кашмир, Ладакх и Уттаркханд — испытывают сильные снегопады; в Джамму и Кашмире довольно часты метели.
Остальная часть страны, в том числе Индо-Гангская равнина, никогда не получают осадки в виде снега. Иногда температура на северных равнинах падает ниже 0°С, однако такие морозы обычно не продолжаются дольше 1—2 дней. Зимние максимумы в районе Дели меняются от 16 до 21°С, ночные температуры составляют 2—8°С. На равнинах Пенджаба бывают резкие понижения температуры до −6 °C (в Амритсаре). Тем не менее, несмотря на то, что морозы иногда случаются, наиболее отличительной чертой этого времени года является густой туман, который, препятствуя видимости, часто нарушает повседневную жизнь. Зимы в более южных районах страны — более тёплые. Впрочем, температуры могут опускаться до 10°С на западе Махараштры и даже ниже отметки 0°С в Западных Гхатах. Районы на юго-востоке страны (Тамилнад) отличаются наиболее тёплыми зимами в Индии.

### Лето
Лето продолжается на северо-западе Индии с апреля по июль, а на остальной территории страны — с марта по июнь. Наиболее жаркий месяц для западных и южных районов — апрель, а для большей части Северной Индии — май. В этот сезон могут отмечаться необычно высокие температуры, в том числе более 50°С. В мае средние температуры во внутренних районах субконтинента превышают 32°С, а средние максимумы превышают 40°С. Важную роль в летний период играет высота территории над уровнем моря, так, в высоких районах плато Декан и других возвышенностей обычно несколько прохладнее, чем на прилегающих равнинах. На севере и северо-западе имеют место сильные, горячие и сухие ветры, известные как Лу, в результате действия которых температура повышается вплоть до 45°С.

### Сезон дождей

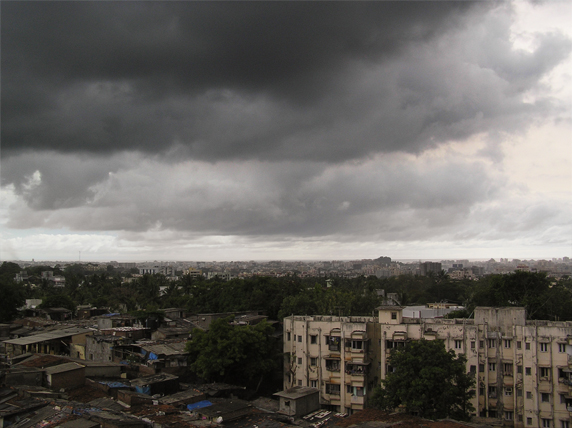
Муссонные облака над Мумбаи

Во время юго-западного муссона в большинстве регионов страны выпадает вплоть до 80 % их годовой нормы осадков. Юго-западный муссон приходит на территорию Индии в виде двух основных ветвей — ветви Бенгальского залива и ветви Аравийского моря. Последняя из них распространяется, продвигаясь к области низкого давления над пустыней Тар, примерно в 3 раза сильнее, чем ветвь Бенгальского залива. Муссон обычно впервые достигает территории Индии около 25 мая, когда он приходит на Андаманские и Никобарские острова в Бенгальском заливе. Около 1 июня он обрушивается на территорию Малабарского берега в Керале, около 9 июня — достигает Мумбаи, а около 29 июня — Дели. Ветвь Бенгальского залива, достигая Коромандельского берега недалеко от мыса Коморин, движется сперва на северо-восток вдоль побережья вплоть до территории Ориссы, а затем сворачивает на северо-запад, к Индо-Гангской равнине. Ветвь Аравийского моря продвигается на северо-восток вплоть до Гималаев.
В первую неделю июля в пределах действия муссона оказывается вся территория страны. Дождевые облака начинают отступать из Северной Индии в конце августа и покидают Мумбаи около 5 октября. В течение сентября муссон постепенно ослабевает и к концу ноября полностью покидает пределы страны.

### Постмуссон
Несмотря на Департамент метеорологии Индии и многие другие источники, которые выделяют особый постмуссонный сезон, другие источники не берут его во внимание и выделяют в году лишь 3 сезона. Постмуссоном называют период, когда муссон движется в обратном направлении, постепенно отступая с северо-востока. Для этого сезона характерно понижение температуры. Прохладные сухие воздушные массы приходят на значительную часть территории Индии, что способствует ясной и солнечной погоде.
Северо-восточный муссон, который начинается в сентябре, продолжается в ходе этого периода и заканчивается лишь в марте. Действие этого муссона сказывается главным образом на штате Тамилнад, а также, в некоторой степени, на восточном побережье Индии. Таким образом, некоторые из этих районов получают значительные осадки и в постмуссон, а также — в начале зимнего сезона.

## Климатические рекорды

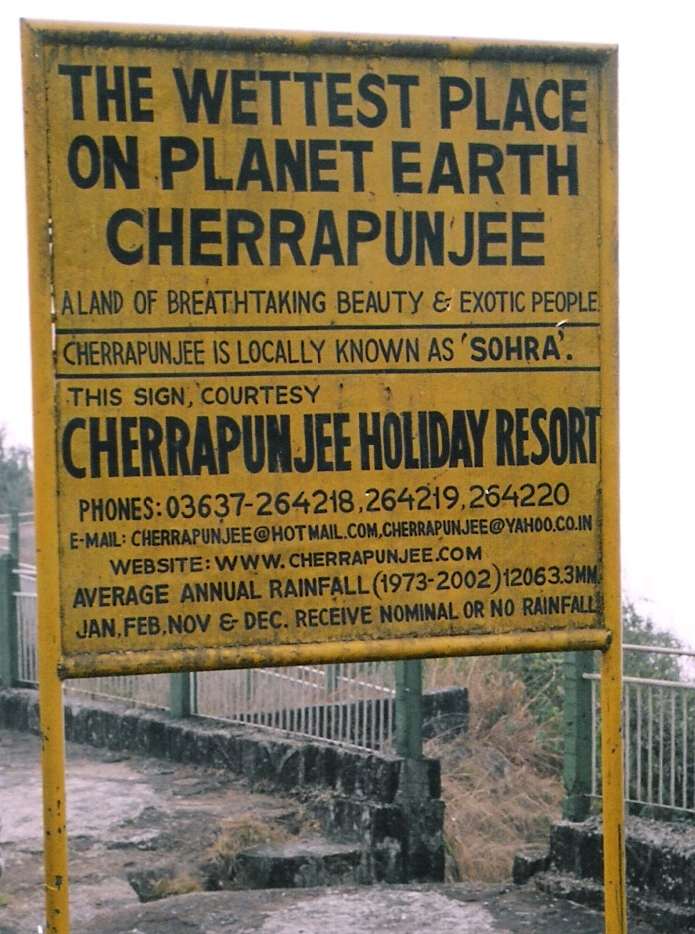
Знак в городе Черапунджи — самом дождливом месте в мире

Самая низкая температура, когда-либо зафиксированная в Индии, была отмечена в городке Драс союзной территории Ладакх и составила −45 °C. Немногим восточнее этого места, в городке Лех, была зафиксирована температура −30,6°С. Кроме того, на леднике Сиачен, который является спорной территорией с Пакистаном, но фактически контролируется Индией, была отмечена температура −55 °C. Рекордно высокая температура была зафиксирована в 1955 году в городе Алвар, штат Раджастхан, и составила 50,6 °C. Другой температурный рекорд: 55 °C, который был отмечен в 2005 году в штате Орисса, оспаривается Департаментом метеорологии Индии.
Годовой уровень осадков, отмеченный в деревне Маусинрам в штате Мегхалая и составивший 11 871 мм, является рекордным не только для Индии, но и для всей Азии, а также, возможно, и для всего мира. Деревня находится на высоте 1401 м над уровнем моря; столь большое количество осадков объясняется географическим положением, сравнительно близким как к Бенгальскому заливу, так и к Гималаям. Так как ближайшая к деревне метеорологическая станция расположена в 5 км к востоку, в городе Черапунджи, то именно он и считается официально самым влажным местом в мире. В последние годы в районе Маусинрам-Черрапунджи отмечается в среднем от 9296 до 10 820 мм осадков в год. Самое высокое количество осадков, выпавшее за одни сутки, было отмечено 26 июля 2005 года в Мумбаи и составило более 650 мм. Это вызвало сильные наводнения, в результате которых погибли более 900 человек.

## Статистика
| —                | Зима (декабрь — февраль) | Зима (декабрь — февраль) | Зима (декабрь — февраль) | Лето (март — май) | Лето (март — май) | Лето (март — май) | Муссон (июнь — сентябрь) | Муссон (июнь — сентябрь) | Муссон (июнь — сентябрь) | Постмуссон (октябрь — ноябрь) | Постмуссон (октябрь — ноябрь) | Постмуссон (октябрь — ноябрь) | Весь год |
| Город            | мин.                     | ср.                      | макс.                    | мин.              | ср.               | макс.             | мин.                     | ср.                      | макс.                    | мин.                          | ср.                           | макс.                         | ср.      |
| Порт-Блэр        | 23                       | 26                       | 28                       | 25                | 27                | 29                | 25                       | 27                       | 27                       | 25                            | 26                            | 28                            | 27       |
| Тируванантапурам | 23                       | 26                       | 29                       | 24                | 27                | 30                | 28                       | 26                       | 24                       | 29                            | 26                            | 23                            | 26       |
| Бангалор         | 7                        | 12                       | 18                       | 13                | 18                | 23                | 15                       | 19                       | 23                       | 8                             | 13                            | 18                            | 17       |
| Нагпур           | 14                       | 21                       | 28                       | 24                | 32                | 40                | 24                       | 27                       | 30                       | 16                            | 22                            | 28                            | 26       |
| Бхопал           | 13                       | 18                       | 24                       | 23                | 30                | 36                | 23                       | 26                       | 28                       | 16                            | 22                            | 26                            | 25       |
| Гувахати         | 11                       | 17                       | 24                       | 19                | 25                | 31                | 25                       | 28                       | 32                       | 17                            | 22                            | 27                            | 24       |
| Лакнау           | 10                       | 15                       | 21                       | 23                | 30                | 35                | 24                       | 29                       | 33                       | 15                            | 20                            | 25                            | 25       |
| Джайсалмер       | 7                        | 14                       | 23                       | 24                | 33                | 40                | 23                       | 29                       | 35                       | 12                            | 19                            | 27                            | 22       |
| Дехрадун         | 4                        | 12                       | 20                       | 14                | 23                | 32                | 22                       | 26                       | 30                       | 7                             | 15                            | 23                            | 18       |
| Амритсар         | 4                        | 10                       | 18                       | 13                | 25                | 34                | 25                       | 28                       | 32                       | 10                            | 16                            | 24                            | 21       |
| Шимла            | 1                        | 5                        | 9                        | 10                | 14                | 18                | 15                       | 18                       | 20                       | 7                             | 10                            | 13                            | 13       |
| Сринагар         | −2                       | 4                        | 6                        | 7                 | 14                | 19                | 16                       | 22                       | 30                       | 1                             | 8                             | 16                            | 13       |
| Лех              | −13                      | −6                       | 0                        | −1                | 6                 | 12                | 10                       | 16                       | 24                       | −7                            | 0                             | 7                             | 6        |

| —                | Зима (январь — февраль) | Зима (январь — февраль) | Зима (январь — февраль) | Лето (март — май) | Лето (март — май) | Лето (март — май) | Муссон (июнь — сентябрь) | Муссон (июнь — сентябрь) | Муссон (июнь — сентябрь) | Постмуссон (октябрь — декабрь) | Постмуссон (октябрь — декабрь) | Постмуссон (октябрь — декабрь) | Весь год |
| Город            | янв.                    | фев.                    | март                    | апр.              | май               | июнь              | июль                     | авг.                     | сент.                    | окт.                           | ноябрь                         | дек.                           | всего    |
| Порт-Блэр        | 40                      | 20                      | 10                      | 60                | 360               | 480               | 400                      | 400                      | 460                      | 290                            | 220                            | 150                            | 2 890    |
| Тируванантапурам | 26                      | 21                      | 33                      | 125               | 202               | 306               | 175                      | 152                      | 179                      | 223                            | 206                            | 65                             | 1 713    |
| Бангалор         | 31                      | 20                      | 61                      | 110               | 150               | 212               | 249                      | 279                      | 315                      | 291                            | 210                            | 140                            | 1 962    |
| Нагпур           | 16                      | 22                      | 15                      | 8                 | 18                | 168               | 290                      | 291                      | 157                      | 73                             | 17                             | 19                             | 1 094    |
| Бхопал           | 4                       | 3                       | 1                       | 3                 | 11                | 136               | 279                      | 360                      | 185                      | 52                             | 21                             | 7                              | 1 043    |
| Гувахати         | 8                       | 21                      | 47                      | 181               | 226               | 309               | 377                      | 227                      | 199                      | 92                             | 25                             | 10                             | 1 722    |
| Лакнау           | 20                      | 18                      | 8                       | 8                 | 20                | 114               | 305                      | 292                      | 188                      | 33                             | 5                              | 8                              | 1 019    |
| Джайсалмер       | —                       | —                       | 3                       | —                 | 7                 | 10                | 90                       | 88                       | 15                       | —                              | 6                              | —                              | 219      |
| Дехрадун         | 47                      | 55                      | 52                      | 21                | 54                | 230               | 631                      | 627                      | 261                      | 32                             | 11                             | 3                              | 2 024    |
| Амритсар         | 24                      | 33                      | 48                      | 30                | 45                | 27                | 231                      | 187                      | 79                       | 18                             | 6                              | 18                             | 746      |
| Шимла            | 60                      | 60                      | 60                      | 50                | 60                | 170               | 420                      | 430                      | 160                      | 30                             | 10                             | 20                             | 1 530    |
| Сринагар         | 74                      | 71                      | 91                      | 94                | 61                | 36                | 58                       | 61                       | 38                       | 31                             | 10                             | 33                             | 658      |
| Лех              | 12                      | 9                       | 12                      | 6                 | 7                 | 4                 | 16                       | 20                       | 12                       | 7                              | 3                              | 8                              | 116      |

## Стихийные бедствия

Районы, подверженные стихийным бедствиям

Основные стихийные бедствия Индии, связанные с климатом, включают в себя наводнения, засухи, тропические циклоны, лавины, вызванные проливными дождями оползни, метели. Большой материальный ущерб в Северной Индии наносят также пыльные бури, которые часто случаются летом и приносят огромное количество пыли из засушливых пустынных районов. В некоторых районах страны серьёзной опасностью является град, который иногда портит такие сельскохозяйственные культуры, как пшеница и рис.

### Оползни и наводнения
Обычным явлением в нижней части Гималаев являются оползни. Местные породы довольно чувствительны к проскальзыванию. Давление на породы усугубляют рост населения на этих территориях и их освоение. Так, сильное влияние оказывает обезлесение, вызванное расчисткой территорий под сельскохозяйственные угодья и строительство, а также заготовками леса. Обнажённые склоны гор и холмов гораздо больше способствуют развитию оползней и их распространению на территории, расположенные ниже по склону. Некоторые части Западных Гхат также подвержены оползням, которые здесь, однако, не особенно интенсивны. Лавины часты в таких регионах, как Кашмир, Сикким, Химачал-Прадеш и др.
Наводнения являются едва ли не самым распространённым стихийным бедствием в Индии. Сильные юго-западные муссоны приводят к тому, что многие реки, такие как Брахмапутра, выходят из берегов и затопляют прилегающие территории. С одной стороны, это, конечно, обеспечивает рисовые поля необходимым орошением и удобрением, но с другой — всё это часто приводит к довольно серьёзным последствиям — сильным разрушениям и многочисленным жертвам. Слишком интенсивные и нестабильные или несвоевременные муссонные осадки могут и вовсе смыть зерновые культуры. Наводнениям подвержена едва ли не вся территория страны. В последние десятилетия экстремальные осадки, вызывающие наводнения, участились в центральной части страны. В связи с изменением климата муссоны становятся всё более нестабильными: при сохранении годового уровня осадков уменьшается частота дождей и соответственно увеличивается их сила.

### Тропические циклоны

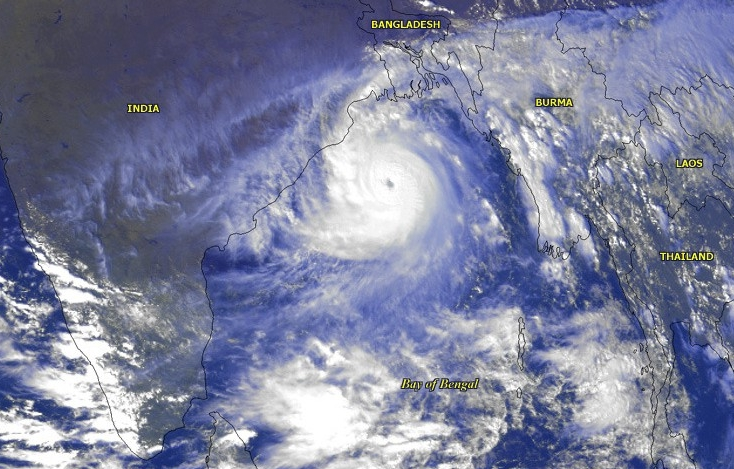
Спутниковый снимок циклона 05B (Орисса)

Тропические циклоны являются обычной проблемой для многих прибрежных районов Индии. Циклоны довольно часто зарождаются в районе Бенгальского залива и приносят ливни, штормовые приливы и сильные разрушительные ветры. В северной части Индийского океана сезон тропических циклонов продолжается с апреля по декабрь, при этом его пик приходится на период с мая по ноябрь. Каждый год отмечается в среднем 8 штормами со скоростью ветра более 63 км/ч, из них 2 перерастают в действительно сильные тропические циклоны со скоростью отдельных порывов ветра более 117 км/ч. В среднем фиксируется как минимум 1 циклон в два года, относящийся к третьей категории или выше. Наиболее сильными и разрушительными в истории страны считаются циклоны Калькутта (1737 год), Бхола (1970 год) и Бангладеш (1991 год), обрушившиеся на восточное побережье Индии и соседней Бангладеш. Индийское побережье Аравийского моря сравнительно спокойно и испытывает на себе действие циклонов крайне редко. Обычно такие циклоны ударяют по побережью Гуджарата и ещё более редко — по Керале.
Наиболее кровавым за последнюю четверть века стал циклон 05B, обрушившийся на побережье штата Орисса 29 октября 1999 года. При отдельных порывах ветра, достигающих 257 км/ч, он соответствовал урагану пятой категории. Около 2 млн человек остались без крова, жизнь ещё около 20 млн людей была так или иначе нарушена в результате циклона. Официальные данные сообщают о 9803 погибших, неофициальные говорят о более чем 10 000 жертв.

### Засухи

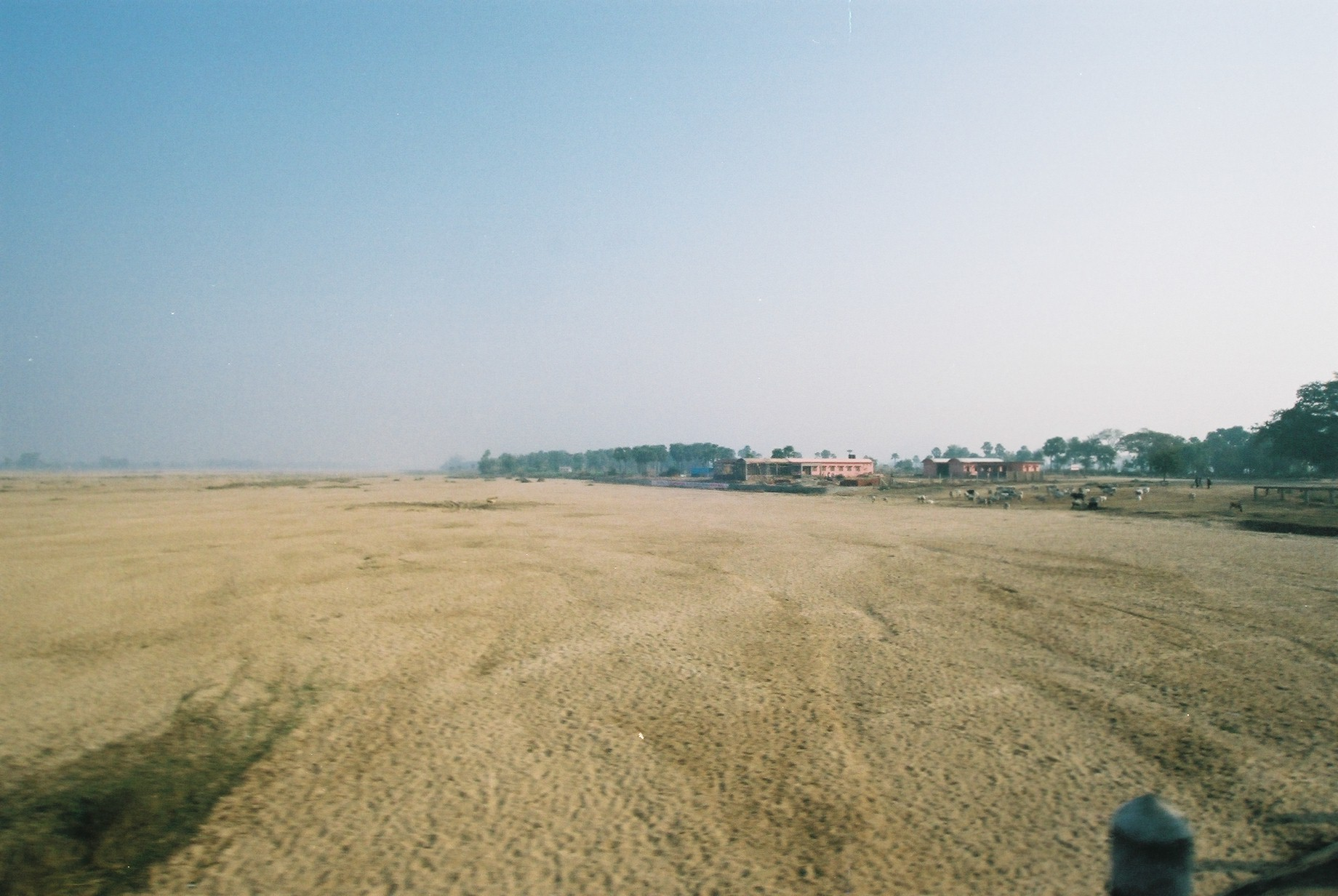
Сухое русло реки Ниранджана, Бихар

Сельское хозяйство Индии практически полностью зависит от осадков, приносимых муссонами. Любые сбои в работе муссонов приводят к нехватке воды и как следствие — к засухам, которые, как правило, являются причиной снижения урожайности. Это особенно верно для таких подверженным засухам районов страны, как восточная Махараштра, северная Карнатака, Андхра-Прадеш, Орисса, Гуджарат и Раджастхан. В прошлом сильные засухи время от времени становились причиной массового голода. Наиболее значимые примеры из истории — бенгальский голод 1770 года; голод 1876—1877 годов, приведший к гибели более 5 миллионов человек; голод 1899 года (более 4,5 млн жертв); бенгальский голод 1943 года (более 5 млн погибших). Все эти эпизоды катастрофических засух связаны с явлениями, известными как Эль-Ниньо. Тем не менее, Эль-Ниньо может вызвать и обратный процесс. Так, в 1997—1998 годах температура поверхностного слоя Индийского океана возросла на 3°С, что стало результатом более сильного испарения и необычно влажной погоды по всей Индии. Причиной подобных явлений являются смена областей давления в южной части Индийского океана и связанная с этим тяга сухого воздуха из Центральной Азии. Именно эти обратные потоки воздуха во время, когда должен приходить летний муссон, и являются причиной индийских засух. Степень изменения температуры поверхности центральной части Тихого океана напрямую зависит от степени засухи в Индии.

## Изменение климата

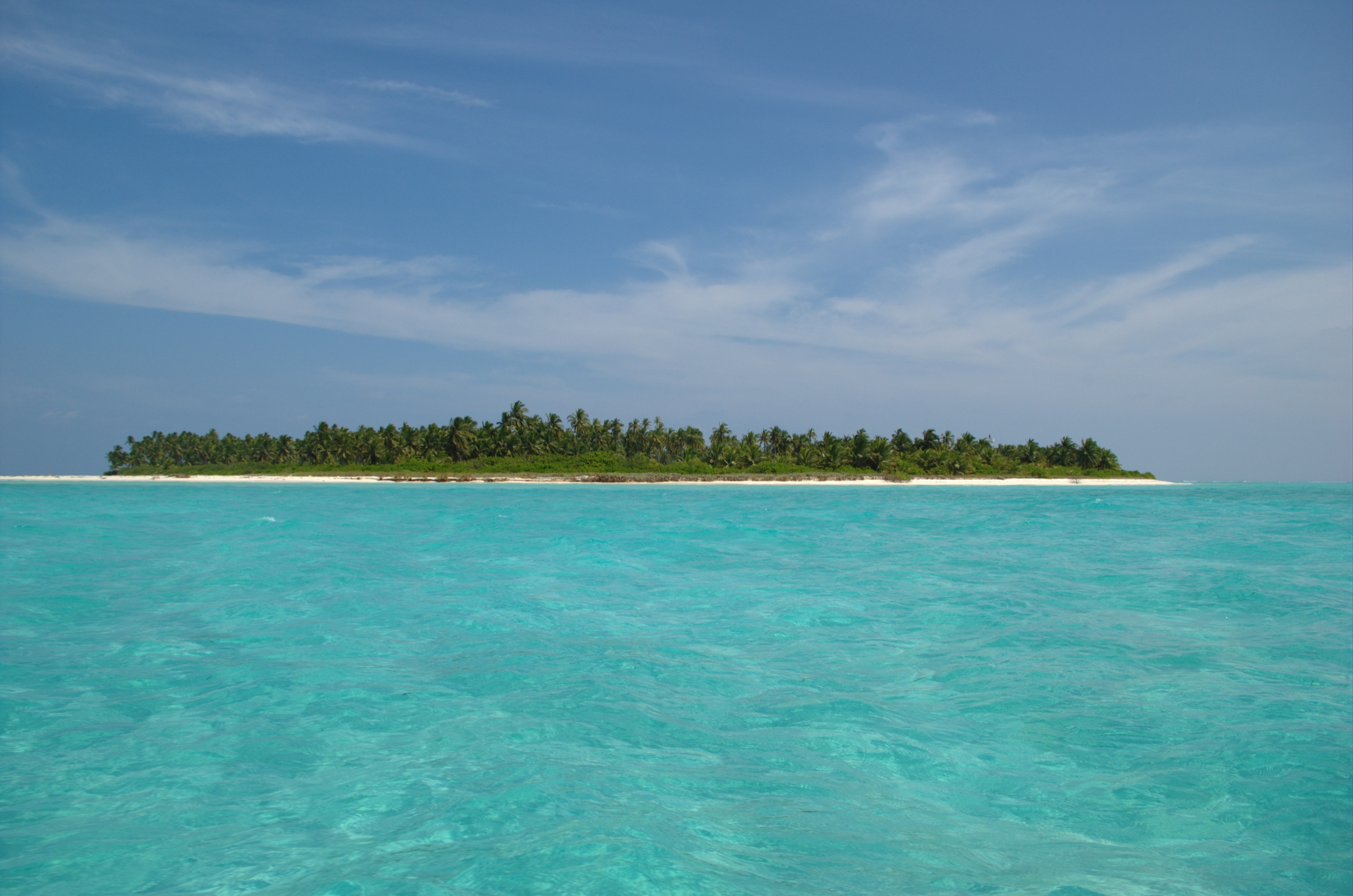
При повышении уровня Мирового океана многие низменные островки Лаккадивского архипелага полностью окажутся под водой

Сегодняшние повышение уровня Мирового океана, усиление деятельности циклонов, повышение температур окружающей среды, непостоянство в выпадении осадков и другие последствия глобального потепления оказывают либо в ближайшее время окажут влияние на территорию Индии. Тысячи людей были вынуждены покинуть свои дома в наиболее низменных частях островов Сундарбана. Повышение температур в районе Тибетского нагорья приводит к тому, что многие гималайские ледники отступают, что может быть причиной уменьшения расхода воды таких рек, как Ганг, Брахмапутра и Джамуна, которые берут начало в этих ледниках. От полноводности этих рек напрямую зависит жизнь миллионов фермеров на равнинах севера страны. В 2007 году Всемирный фонд дикой природы сообщил, что река Инд может начать иссякать по той же причине.
В таких регионах, как Ассам, по прогнозам всё чаще будут случаться сильные оползни и наводнения. Такие экологические катастрофы, как обесцвечивание кораллов 1998 года, когда погибло до 70 % всех кораллов рифовых экосистем Лаккадивских и Андаманских островов, тоже будут отмечаться гораздо чаще. Причиной гибели кораллов является повышение температуры океана, которая, в свою очередь, обычно объясняется глобальным потеплением. Даже незначительное повышение уровня океана приведёт к затоплению обширных прибрежных низменностей в Западной Бенгалии и соседней Бангладеш. Ввиду крайне большой плотности населения на этих территориях, если земли действительно будут затоплены, то огромное количество беженцев, вероятно, хлынет на территорию Индии из Бангладеш.
Индийский Институт исследований и развития им. Индиры Ганди сообщил, что если прогнозы, связанные с глобальным потеплением, сделанные Межправительственной группой экспертов по изменению климата, оказались бы правдой, то ВВП Индии уменьшилось бы в связи с этим на 9 %. Серьёзный удар по сельскому хозяйству снизил бы производство такой культуры, как рис, на 40 %. Более 7 миллионов человек будут вынуждены переехать на другие территории, среди прочих факторов — затопление части таких городов, как Ченнаи и Мумбаи, и это при повышении глобальной температуры всего на 2°С.